# Danilo Srdić
Danilo Srdić, hrvaško-srbski general, * 10. avgust 1896, † 28. julij 1937.

## Življenjepis
Leta 1912 je zapustil Beograd in se odpravil v Rusijo. Tam je leta 1914 v Grodnem končal vojaško šolo. Leta 1916 je bil dodeljen kot poveljnik voda 1. srbski prostovoljni diviziji. Med februarsko revolucijo je postal član revolucionarnega vojaškega komiteja. Zatem je bil odpuščen iz vojske in se zaposlil kot delavec v Petrogradu; tu so ga leta 1917 prijeli zaradi revolucionarne dejavnosti. Njegovi prijatelji iz divizije so ga osvobodili iz zapora in ga izvolili za poveljnika Mešanega petrograjskega odreda, ki je napadel Zimski dvorec. 
Decembra istega leta je ustanovil 1. srbsko-sovjetski revolucionarni odred, s katerim je sodeloval v bojih. Leta 1918 je ustanovil 1. srbsko-sovjetski revolucionarni bataljona in kot njegov poveljnik je postal 1. marca istega leta član RKP(b). Septembra 1918 je postal poveljnik 1. jugoslovanskega komunističnega polka, s katerim se je boril proti beli gardi. Novembra 1918 je postal poveljnik 3. krimskega konjeniškega polka, nato pa Krimskega revolucionarnega polka in 2. konjeniške brigade.
Med letoma 1919 in 1920 se je šolal na Vojaški akademiji Vorošilov; po uspešnem šolanju je postal poveljnik divizije in nato Konjeniškega korpusa. Na osebni Stalinov ukaz je bil leta 1937 aretiran in posledično je izginil v času Stalinove čistke.